# Phyllangia consagensis
Phyllangia consagensis is een rifkoralensoort uit de familie van de Caryophylliidae. De wetenschappelijke naam van de soort is voor het eerst geldig gepubliceerd in 1952 door Durham & Barnard.